# Spargania olivata
Spargania olivata är en fjärilsart som beskrevs av W. Warren 1900. Spargania olivata ingår i släktet Spargania och familjen mätare. Inga underarter finns listade i Catalogue of Life.